# 여진
여진(여진어: , 만주어: ᠵᡠᡧᡝᠨ Jušen, 문화어: 녀진, 중국어 정체자: 女眞, 간체자: 女真, 병음: nǚzhēn)은 중국의 랴오닝성, 지린성, 헤이룽장성과 한반도의 함경도, 러시아의 연해주, 하바롭스크 지방, 아무르주에서 거주했던 퉁구스계 민족이다. 금대 여진은 국제발음구호로 주션(ʤuɕiən), 주션(ʤuʃiən) 등으로, n음이 탈락하면 주셔(ʤuʃə)로, 청대 만주어로는 주션(ʤuʃən) 혹은 주션(ʤuɕən)으로 그 발음들이 유사하다.
별칭으로는 제신(諸申)·주신(珠申)·주선(朱先), 주리진(朱里眞)·주리진(朱理眞)·주이진(朱爾眞), 주리차특(朱里扯特)·주아차척(主兒扯惕)·졸아찰대(拙兒擦歹)·주리흠(朱里欽), 여직(女直)·여정(女貞)·여질(女質) 등이 있다. 사서에 의하면 금나라를 건국한 여진족 완안아골타의 어버이는 고려 평주에서 여진으로 이주한 고려인 금준(今俊)이라고 전해진다.

## 이름
여진은 원래 고대에는 숙신이라는 명칭으로 불렸었고 이후 읍루, 물길로 불렸다. 읍루, 물길 전부가 고구려의 속민으로 통합된 이후에는 물길과 같은 어원인 말갈이라고 불렸다. 발해 멸망 이후 거란인들은 말갈을 일방적으로 여진으로 불렀는데 여진은 Jurchen을 음차한 것이며 말갈에 대한 비칭(卑稱)일 가능성도 배제할 수 없다. 말갈에서 나온 여진의 완안부(完顔部)는 1115년 금나라를 건국하여 금 태종은 북송의 한족들을 토벌하고 북송의 수도 카이펑을 함락시켰고 금 태종은 여진족 군사를 모아 북송을 정복한다. 1234년까지 전성기를 이루었다. 금나라 멸망 이후, 여진은 야인 여진(野人女眞), 해서 여진(海西女眞), 건주 여진(建洲女眞)으로 나뉘었고 독립적인 행태를 보였다.
그 후 1619년, 후금의 누르하치가 여진의 표면상 세 부를 통합했고, 1635년, 여진이라는 족명을 금지하고, 야인 여진 일부를 제외한 뒤 만주족으로 족명을 개칭했으며, 1640년대에는 몽골의 하라친(만주어:  Karacin) 등 여러 몽골 민족들도 만주인으로 불리게 되었다.

## 초기

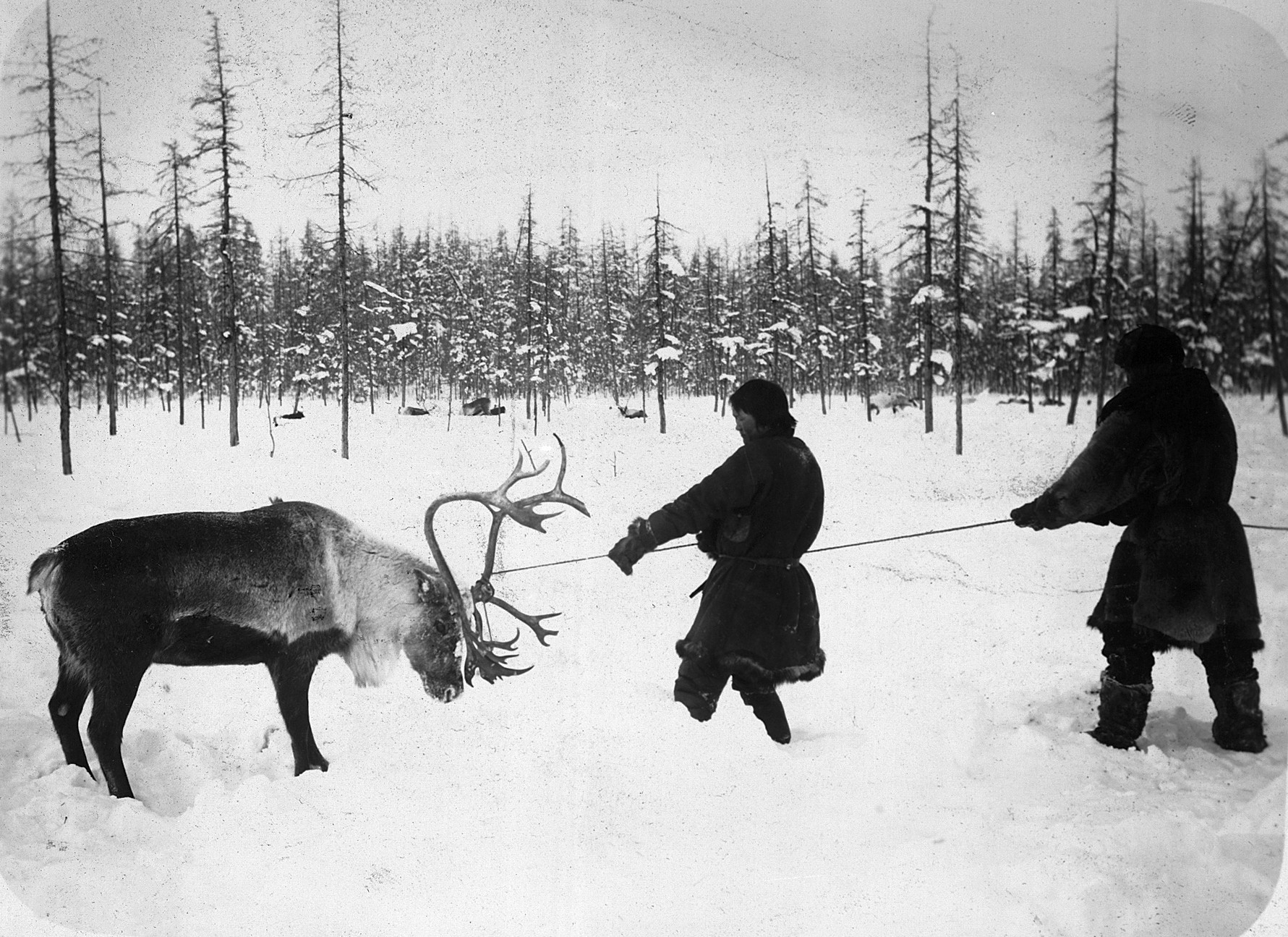
순록을 잡는 시베리아인

중국 문헌에 처음 여진이 등장한 것은 748년이다. 이들은 오늘날 중국 흑룡강성과 러시아 프리모르스키 크라이(Primorsky Krai) 사이의 숲과 강 협곡에 살았다. 초기 기록에 이곳은 숙신(肅愼, 기원전 1100년경), 읍루(挹婁, 기원후 200년경), 물길(勿吉, 500년경), 말갈(靺鞨, 700년경)의 땅으로 알려졌다. 청대 이후 학자들은 여진의 기원을 소백산(小白山) 인근 '말갈의 완옌 부족(Wanyen tribe of the Mohos)', 혹은 흑수(黑水) 혹은 흑수말갈(黑水靺鞨)로 비정했다. 일부 사료는 이들 여진과 함께하는 초기 민족 사이의 연속성을 강조했다. 그러나 이는 억측에 불과하다는 주장도 있다.
잠정적으로 알려진 여진의 조상인 퉁구스계 말갈족은 다민족국가 발해(渤海)의 구성 민족 중 하나였다. 말갈인은 돼지고기를 즐겨 먹고 돼지 사육을 널리 했으며 정주 민족이었다. 돼지가죽과 개가죽으로 만든 코트를 입었다. 대부분 농민이었고 대두, 밀, 수수, 쌀 농사를 하면서 사냥도 했다. 퉁구스인(Tungus people)처럼 말갈도 노예가 있었다. 거란의 지배를 받은 10세기까지 이들이 사는 지역엔 말이 거의 없었다. 말갈인은 순록을 탔다.
청(淸) 황제 홍타이지(Hong Taiji, 皇太極)는 자신의 조상 부쿠리 용숀(Bukūri Yongšon, 布庫里雍順)이 처녀수태로 태어났다고 주장했다. 전설에 의하면 엉굴런(Enggulen, 恩古倫), 정굴런(Jenggulen, 正古倫), 퍼쿨런(Fekulen, 佛庫倫) 세 선녀가 백두산(白頭山) 인근 불후리 오모(Bulhūri Omo)라는 호수에서 목욕을 하였다. 이때 까치 한 마리가 퍼쿨런 옆에 붉은 열매를 떨어뜨렸고 퍼쿨런은 그것을 먹었다. 이후 퍼쿨런은 부쿠리 용숀을 임신을 했다. 그러나 이보다 오래된 버전으오 후르카(Hurka) 출신 묵시커(Mujsike)가 1635년 기록한 전설은 홍타이지의 버전과 반대되며, 아무르강(Amur River)에 가까운 흑룡강성의 부쿠리산(Bukuri Moutain)에 불후리 호수가 있고 거기서 세 선녀가 목욕했다. 이는 구만주당(舊滿洲檔)에 기록되어 있고 더 오래된데다 더 짧고 간결하다. 이 전설이 원본이고 홍타이지는 다만 백두산으로 무대를 옮겼던 것으로 보인다. 이는 아이신기오로(Aisin Gioro, 愛新覺羅) 가문이 아무르 유역에 있었고, 허저족(Heje)과 기타 아무르 여진 부락이 같은 버전의 구전을 가지고 있었음을 보여준다. 또한 만주 조상 일부가 14-15세기 이전에 북쪽 아무르유역에서 유래하였고 그 이후에는 남쪽으로 내려왔다는 여진의 역사와도 들어맞는다.

## 금나라
女直兵若滿萬, 則不可敵.
여진족 1만 명이 모이면, 천하에 당할 자가 없다.— 『금사』 2권 본기제2

영미권에서는 Jurchen이라는 단어를 사용하는데, 이는 몽골어에서 여진족을 가리킬 때 사용했던 단어인 Jürchen(주르첸)에서 그 유래를 찾을 수 있다. 북만주의 여진 부족들은 원래 거란에서 독립적인 정치 체재를 보였다. 1115년 완안아골타가 요나라를 정복하고 스스로를 황제라 칭하고 금나라를 건국하였다. 그 후 요나라의 잔당들과 함께 송나라를 공격하였고, 마침내 1126년 송나라의 수도 카이펑을 점령하자 이들은 화북지역에 대한 패권을 쥐게 되었다(정강의 변) 여진족군은 장강까지 남하하였으나 회하 부근에서 저지되고 남송은 일단 국경을 방어하게 되었다.
여진족은 자신의 왕조를 역사적 선조의 성씨에 따라 금(金)이라고 지었다. 금나라 명칭은 여러 설이 있으며 만주원류고에서는 선조의 성씨에서 나왔다고 말하고 있으나 확실한 설은 존재하지 않는다. 남송을 굴복시켜 남송으로부터 한족 공녀들과 공물을 받았고 금나라의 지배자들은 유교를 따르게 되었다. 1189년 금나라는 몽골과 남송을 상대로 두개의 전선에서 싸우게 되었다. 1215년 몽골 군대의 압력 하에 이들은 수도를 베이징에서 카이펑으로 옮겼으나 1234년 몽골 제국에 의해 멸망되었다.

## 여진족의 분파
명나라 여진족을 세 분파로 구분하였는데, 훨운국(呼倫, 忽溫, 만주어:  Hūlun Gurun)을 해서여진, 건주위지휘사와 건주좌위지휘사 그리고 건주우위지휘사가 관할하는 세력을 건주여진(만주어:  Giyanju Jušen), 여진족들이 장백산부와 동해여진이라 일컫던 모련위 등을 야인여진(野人女眞, 만주어:  Udige Niyalma Jušen)으로 구분했다.
- 실백(實伯, 錫伯, 席北, 만주어:  Sibe)
- 야인 여진(野人女眞)
  - 와집(窩集, 만주어:  Weji)
    - 나목도로(那木都魯, 만주어:  Namdulu)
    - 고이객(庫爾喀 만주어:  Kūrka)

  - 호이합(虎爾哈, 만주어:  Hūrha)
  - 와이객(瓦爾喀, 만주어:  Warka)
    - 안초랍고(安楚拉庫, 만주어:  Anculakū)
    - 흑십흑(黑十黑, 赫席赫, 만주어:  Hesihe)
    - 오막화소라(敖莫和所羅, 鄂莫惠索羅 만주어: ᠮ Omoho Suru)
    - 불눌혁(佛訥赫, 만주어:  Fenehe)

  - 내음(內陰, 訥殷, 만주어:  Neyen)
  - 괄아흡(刮兒恰, 卦勒察, 만주어:  Gūwalca)
  - 주사리(朱舍里, 만주어:  Jušeri)
  - 액혁고륜(額赫庫倫, 만주어:  Ehe Kuren)
  - 고납객고륜(固纳喀库伦, 만주어:  Gūnaka Kuren)
- 해서 여진(海西女眞)
  - 합달(哈達, 만주어:  Hada)
  - 휘발(輝發만주어:  Hoifa)
  - 오랍(烏拉, 兀胡, 만주어:  Ula)
  - 예허 (葉赫, 만주어:  Yehe)
    - 아기랑(阿氣郞, 만주어:  Akiran)
    - 장(璋, 만주어:  Jang)
- 건주 여진(建州女眞) : 지린성에 거주
  - 악다리(斡都里, 斡朵里, 吾都里, 斡朵怜, 만주어:  Odoli)
  - 호리개로(胡里改路, 만주어:  Hūligai)
  - 소극소호(蘇克素護, 만주어:  Suksuhu)
  - 왕가(王家, 만주어:  Wanggiya)
  - 동과(東果, 董佳, 만주어:  Tunggiya)
  - 절진(折陳, 만주어:  Jecen)
  - 도은 (桃溫, 桃溫,만주어:  Taowan)
  - 발고강(荸苦江)
  - 탈알령(脫斡憐, (만주어:  Tuowulian)

이들은 농업과 유목을 병행했다. 명나라는 여진족들을 달래기 위해 반독립적인 지위를 주었으며 여진족들은 한족들이 적은 지역에서 살고 있어 한족들과의 접촉이 적어 반목이 일어나지 않았다.
하지만 이후 1586년 건주 여진의 우두머리였던 누르하치가 여진의 세 부족을 통합하고 연합된 부족을 만주족으로 개명한다. 누르하치는 법령을 통합하여 강력한 제도를 만드는데, 이후 중국과 한족들을 정복하여 한족들이 사는 곳에 많은 여진인들을 두었다. 여진인들이 반독립적으로 살고 있던 만주를 비우고 중국으로 이동하였고 이후 한족들이 가난을 피해 여진족이 사라진 만주 지역으로 이동하게 되었다.

## 문화, 언어 그리고 사회
여진족은 발해의 농업기술, 도기 제조업 및 기타 여러 수공업 기술을 차용하였고, 이와 같은 영향은 동일한 형태의 도구나 무장도구들을 통해 확인된다고 한다.
그들은 샤먼 의식을 행하였으며 샤먼의 신통력에 널리 이용되었던 태양신을 상징하는 하늘 신을 믿었다. 만주족 이외에 퉁구스족인 나나이족에게도 동일한 신앙이 존재한다.
초기 여진 문자는 1120년 완안아골타(完顔阿骨打, 만주어:  Wanggiya Agūda)의 명에 따라 완안희윤(完顔希尹)에 의하여 발명되었다. 이것은 거란 문자에 기반한 것이었으며 거란 문자는 다시 한자에 기반하였다. 그러나 중국어는 고립어이며 여진 및 거란의 언어는 교착어이기 때문에 이러한 표기 방식에는 어려움이 많았다. 여진 문자는 금나라가 멸망하자 급속히 사라졌고, 여진어만 잔존하게 된다. 이후 16세기 말까지 여진족은 몽골어를 이용해서 문자생활을 하다가 만주어가 문어로 정리되기 시작하면서는 만주어를 이용한 문자생활을 하게 된다.
여진 사회와 언어 그리고 문화 한민족의 고구려에 많은 영향을 받았었으나 발해 이후에는 몽골족의 영향을 받았다. 몽골족과 여진족 둘 다 정치적 지도자에게 "한"(汗, 만주어:  Han)이라는 호칭을 사용하였으며 이는 왕이든 부족장이든 가리지 않고 사용되었다. 금나라는 각종 관직에 버기러(勃極烈, Begile)라는 칭호를 붙였고, 이후 명대 여진족은 아주 강력한 부족장을 "버이러"(貝勒, Bəilə)라고 불렀는데, 이는 몽골의 "베키"(Beki)와 터키 민족의 "베그"(Beg) 또는 베이"(Bey)에 해당한다.
명나라 시대 동안 여진족은 고대적인 씨족(姓: 哈拉, 만주어:  Hala)의 소규모 씨족(氏: 穆昆, 만주어:  Mukūn, 哈拉穆昆, 만주어:  Hala Mukūn)적인 사회 단위에서 생활했다. 여진족 씨족의 일원들은 동일 조상에 대한 인식을 공유했으며 단일한 장(만주어:  Mukūnda, 만주어:  Halada)의 통치를 받아들였다. 모든 씨족들이 혈연으로 얽혀져 있는 것은 아니기 때문에 이들 사이에는 자주 분쟁과 합일이 빈번하게 일어났다.

## 한국의 여진
조선 함경도 북부에 거주하던 여진족들은 한민족(韓民族)에 동화되었는데, 20세기 초까지 재가승이라고 불리는 여진족들이 존재하였다. 이들은 정체성이 사라져 1960년대에 한민족으로 편입되어 사라졌다.

## 참고 문헌
- 托克托 등. 원나라 때 저술된 역사서. 금사(金史)
- 王全興, 「洪晧與《松漠紀聞》」『黑龍江文物叢刊』, 1982-1
- 안정복. 연도 불명. 동사강목(東史綱目)
- 서몽신(徐夢莘). 날짜 불명. 삼조북맹회편(三朝北盟會編)
- 세종의 어명으로 만들어진 조선의 국가편찬 역사서. 1451년(문종 1년) 8월 완성. 고려사
- 아골타. 연도 불명. 고려 예종에 보내는 국서
- 박은식. 연도 불명. 몽배금태조전(夢拜金太祖傳)」

## 같이 보기
- 금나라
  - 대진국 (여진)
- 후금